# Drôles de racailles
Pour les articles homonymes, voir Racaille (homonymie).
Drôles de racailles (ヤンキー君とメガネちゃん, Yankee-kun to Megane-chan) est un manga de Miki Yoshikawa. Il a été prépublié dans le magazine Weekly Shōnen Magazine de l'éditeur Kōdansha entre octobre 2006 et mai 2011, et a été compilé en vingt-trois tomes entre février 2007 et juin 2011. La version française a été éditée par Pika entre mars 2010 et octobre 2014.
Une adaptation en drama de dix épisodes a vu le jour entre avril et juin 2010.

## Synopsis
Daichi Shinagawa est le pire voyou du lycée. Personne n'ose s'approcher de lui. Personne, sauf Hana Adachi, la déléguée de classe. Daichi va rapidement apprendre à ses dépens que toutes les filles à lunettes ne sont pas forcément des intellos. En réalité, Hana est une ancienne délinquante reconvertie qui souhaite plus que tout devenir une déléguée de classe modèle. Il y a juste deux problèmes : non seulement Hana a des sursauts de violence incontrôlables mais elle est de plus d’une bêtise absolue. Malgré tout, elle a un petit quelque chose qui pousse Daichi à se laisser embringuer dans toutes sortes d'aventures loufoques et ridicules...

## Personnages
Daichi Shinagawa (品川 大地, Shinagawa Daichi)
C'est un lycéen qui ne pense qu'à se battre et qui se fiche de ses études. Il rencontre Hana Adachi, déléguée de sa classe, qui le convainc de changer de comportement de bagarreur. Au début, Shinagawa est constamment harcelé par Adachi afin de devenir plus actif dans sa scolarité, mais sa personnalité changera tout au long de la série. Il déteste les études mais est plutôt bon en maths. Il deviendra le vice-président du conseil des élèves, plus tard remplacé par Akira Kitami. Shinagawa est une personne honorable qui tentera tout afin de protéger les autres et devenir un membre à part entière au sein de son nouveau groupe d'amis. Il tentera le concours de l’université Tonosama et réussira de justesse. Au primaire, c’était un élève démentiellement brillant de l’académie Oomarusaki. Il faisait toujours des concours de notes contre la numéro 1 au classement : Shizuku Hâchiôji. Il a par la suite été renvoyé de l’école à cause qu’il s’était bataillé pour sauver Hâchiôji. Il ne se doute de rien, mais en vérité, 4 filles sont amoureuses de lui : Subaru Mito, Sakura Miyagi, Rinka Himeji et Shizuku Hâchiôji. Il sera dans l’équipe rouge au moment de la fête du sport et comme personne ne voulait le faire, il en sera le capitaine. C’est d’ailleurs la raison pour laquelle il explose de rage face à leur défaite contre l’équipe blanche.
Hana Adachi (足立 花, Adachi Hana)
Déléguée de classe, elle manque de bon sens et a souvent de mauvaises notes en classe. Elle était une ancienne délinquante avant d'être au lycée, elle a d’ailleurs redoublé au collège. Elle ne savait pas comment interagir avec les élèves, d'où son rapprochement avec Daichi Shinagawa, la personne avec qui on voulait le moins interagir à la base. Elle le força à être plus actif dans l'école. Elle deviendra la présidente du conseil des élèves, plus tard remplacée par Itsuki Kagawa. Elle sera la capitaine de l’équipe blanche dans le tome 10, à l’occasion de la fête du sport. Toujours à l’ouest, Hana disparaît on ne sait où dans le tome 22, mais réapparaîtra au lycée Monshiro lorsque Shinagawa y sera devenu professeur. Apparemment, elle n’a pas pu être diplômée du lycée Monshiro, alors elle a dû recommencer ses années lycéennes.
Seiya Chiba (千葉 星矢, Chiba Seiya)
Un grand dadais à lunettes inoffensif, mais qui malgré lui a une carrure et un regard faisant peur à plus d'un, l’attirant dans des combats dont il sort perdant. Après des ennuis avec un gang de racailles, il s'isola dans sa chambre et ne voulut plus en sortir. Après avoir battu le gang, Adachi et Shinagawa se rendirent chez Chiba afin qu'il retourne au lycée et suive les cours normalement, devenant ainsi ses premiers véritables amis. Il est très intelligent, et deviendra le trésorier du conseil des élèves, par la suite remplacé par Keiju Matsumoto. Il a le béguin pour Makoto Kumagaya. Étrangement, tout au long du manga, la cicatrice sur son œil se déplacera vers son front... Comme la plupart de ses compagnons, il sera dans l’équipe rouge à la fête du sport.
Rinka Himeji (姫路 凜風, Himeji Rinka)
Transférée au lycée Monshiro dans la même classe que Shinagawa, Adachi et Chiba. Surnommée "la Panthère Sanglante", elle était l'ancien bras-droit d'Hana Adachi au collège. Tandis qu’Hana voulait devenir une élève modèle, Rinka décida de rester une délinquante. Elle explique à Shinagawa qu'elle a une mauvaise relation avec sa famille vis-à-vis de son adoption. Alors qu'elle voulait être transférée à Monshiro, ses parents l'ont chassée de chez eux. Elle commence à vivre avec Adachi après que Shinagawa prenne conscience de sa situation. Même si elle est antagonique envers Shinagawa au premier abord, elle a finalement des sentiments pour lui. Elle deviendra la secrétaire du conseil des élèves, puis sera remplacée par Azusa Nagano. Elle sera elle aussi dans l’équipe rouge lors de la fête du sport. Riche héritière de la famille Himeji, elle devra quitter le lycée Monshiro pour aller à une autre école... Simplement l’école voisine, Aosuji!
Gaku Izumi (和泉 岳, Izumi Gaku)
C'est un élève modèle et honorable, qui fera face à Adachi pour la place de président au conseil des élèves. C'est un ancien délinquant qui, comme Adachi, a voulu changer et s'investir pleinement dans ses études. Bien qu'il soit la première personne à avoir pu bloquer les coups d'Adachi, il est toujours incapable de la battre. Il deviendra vice-président du conseil des élèves avec Shinagawa après avoir perdu contre Adachi. Il sera remplacé par Anna Ichinomiya. Il se dispute souvent avec Shinagawa pour savoir qui est le meilleur vice-président. (Et en fait, dans tout le reste.) Il sera dans l’équipe blanche lors de la fête du sport.
Makoto Kumagaya (熊谷 真, Kumagaya Makoto)
Une élève du lycée Monshiro qui a décidé d'arrêter les cours. Elle restait chez elle à jouer à un jeu en ligne : « Battle Legends ». S'inquiétant pour elle, son ami d'enfance, Kawasaki, a décidé d'aller voir le conseil des élèves afin qu'elle puisse retourner au lycée. Les membres du conseil pensaient à la base qu'il s'agissait d'un garçon puisque son avatar de jeu était un homme viril ! Elle deviendra amie avec les membres du conseil des élèves. Parfois, elle joue en ligne avec Shinagawa. En revanche, elle ne se doute pas que Chiba a le béguin pour elle, même si certains indices tendent à penser que c’est peut-être réciproque... Elle sera dans l’équipe blanche avec Adachi et Izumi lors de la fête du sport. À la fin de l’histoire, elle fait des études à l’étranger et est la petite copine de Chiba.
Hikaru Akita (秋田 光, Akita Hikaru)
Élève de troisième année et ancien membre de l'ancien conseil des élèves. Collectionnant les éventails, il en a toujours en main. Apparemment facile à vivre, Akita est aussi un ancien délinquant qui se met très vite en colère lorsqu'on le traite de fille ! Pour le calmer, il suffit juste qu’une fille lui donne un coup de pied dans ses parties intimes... Il est le petit copain de Kairi Shinagawa. Il l’a rencontrée à l’université et ils jouent ensemble à Othello.
Nagano et Matsumoto
Surnommés Nat'chi et Mat'chi, ils forment les Bimboys. Ils apparaissent pendant le festival du lycée Monshiro, faisant équipe avec Shinagawa pour le rôle de « Chargés des détritus ». Ils vénèrent Shinagawaet ils deviendront les secrétaires et trésoriers du conseil des élèves afin de suivre ses traces. Ils seront dans l’équipe rouge lors de la fête du sport.
Itsuki Kagawa (香川 樹, Kagawa Itsuki)
Élève de deuxième année transféré au lycée Monshiro. Il est ami avec Izumi de l’ancienne époque de leur gang. Malgré une bagarre avec Akira Kitami le jour de la rentrée, il deviendra ami avec lui. Il deviendra par la suite président du conseil des élèves, remplaçant Hana Adachi. À ses dires, le conseil des élèves est un gang : le « gang des élèves ». Il sera dans l’équipe rouge lors de la fête du sport. À la fin du manga, il devient policier de la brigade motocycliste. Il fait d’ailleurs équipe avec Kitami pour devenir les meilleurs policiers du quartier.
Akira Kitami (北見 明, Kitami Akira)
Élève de deuxième année dans la même classe que Kagawa et les Bimboys. Il souhaite se faire des amis, mais il n'y arrive pas. Dès le jour de la rentrée, il se bagarre avec Itsuki Kagawa, qui deviendra son premier ami par la suite. Il sera le capitaine du groupe des supporteurs dans l’équipe rouge lors de la fête du sport, mais étrangement, Shinagawa est celui qui dirige vraiment l’équipe... Il remplacera Daichi Shinagawa au poste de vice-président, même si d’après Kitami lui-même, il n’arrive pas à la cheville de son prédécesseur. À la fin du manga, il est policier et lui et Kagawa veulent devenir les meilleurs policiers du quartier.
Anna Ichinomiya (一宮 杏奈, Ichinomiya Anna)
Bimbo-girl. Elle passe l'examen d'entrée au lycée Monshiro dans la même salle que Shinagawa (étant son examinateur). Brillante pom-pom girl, elle a gagné plusieurs concours de cheerleading. Elle aidera l'équipe de Shinagawa lors de la fête du sport grâce à ses talents chorégraphiques. Elle deviendra vice-présidente, remplaçant Gaku Izumi. Elle sort avec Kitami. À la fin du manga, c’est une secrétaire normale, mais elle est tellement compétente qu’elle a rapidement été promue chargée de projet.
Les gars du club d'informatique
Le club d'informatique est représenté par deux élèves geek. Ils apparaissent tous les deux lorsque le conseil des élèves avait besoin d'eux pour aider Makoto Kumagaya. Shinagawa leur apprend à avoir plus confiance en eux. Shinagawa n'est pas leur garde du corps, mais leur ami. Ils jouent parfois à Battle Legends Online avec Makoto et Shinagawa. Ils seront dans l’équipe rouge lors de la fête du sport. À la fin du manga, ils réaliseront leur rêve : ouvrir une boutique d’informatique à Akibara.
Seiun Nerima (練馬 青雲, Nerima Seiun)
Ami d'enfance de Shinagawa et élève à Ageha, lycée technique pour garçons. Il trouve les filles laides attrayantes. Il est si fort qu’il est l’un des quatre rois célestes d’Ageha. Par contre, il est si nul en études qu'il doit redoubler sa dernière année de lycée...
Kairi Shinagawa (品川 海里, Shinagawa Kairi)
Grande sœur de Daichi Shinagawa, qui deviendra présentatrice télé à la fin du manga. Comme son petit frère y va, elle aussi tente le concours de l'université Tonosama. Elle réussit haut la main et peut ainsi préserver, à ses dires, sa "fierté d'ainée".
Subaru Mito (すばる みと, Mito Subaru)
Élève au lycée voisin Aosuji, c’est la secrétaire du conseil des élèves de cette école, puis deviendra la présidente du conseil. Elle ressemble énormément à Hana Adachi à qui on aurait enlevé ses nattes et ses lunettes. Résultat : Shinagawa sèche les cours avec elle, pensant qu’elle est la fille mystérieuse qu’il a vu à Kyôtô. (Qui n’était qu’Hana sans ses lunettes.) La présidente du conseil des élèves d’Aosuji à ce moment, Narita, les retrouve et décide de faire payer Subaru. Mais cette dernière prend les choses en main et comme punition se coupe les cheveux. Ainsi, elle ne ressemble plus à Hana Adachi et Shinagawa ne pourra plus les mélanger. Elle aussi ira à l'université Tonosama pour suivre Shinagawa. Elle écrira un roman sur sa vie (et celle de Shinagawa) qui rencontrera un succès énorme, ce qui résultera en une carrière d’écrivaine.
Narita Miranda (成田ミランダ, Miranda Narita)
Présidente au conseil des élèves d’Aosuji (par la suite remplacée par Subaru Mito), elle souffre d’un dédoublement de personnalité. Elle réprimande Sano et Tsuchiura d’avoir tenté de saboter le festival de Monshiro. Elle tente la recommandation interne à l’université Tonosama mais est recalée, souvenir qui la hante. Elle a toujours son ours en peluche mutilé avec elle. Lorsqu’elle est extrêmement en colère, elle le déchire littéralement en deux! Ainsi, au fil du manga, l’évolution de l’ours en peluche ne va pas pour le mieux...
Yô Adachi (足立洋, Adachi Yô)
Le big boss d’Ageha, lycée pour garçons où va le meilleur ami de Shinagawa, Seiun Nerima. Il contrôle le lycée avec les quatre rois célestes : Kokurô Yamaguchi, Senpei Ô, Shion Nara et... Seiun Nerima! C’est le petit frère d’Hana Adachi. Il l’adore et comme elle, il est extrêmement fort. D’ailleurs, Shinagawa, Kagawa, Kitami, Izumi et Suzuka sont venus l’attaquer et même les cinq plus forts du lycée Monshiro n’ont rien pu faire contre lui. Il porte un cache-œil sur son œil gauche, pour cacher le grain de beauté qu’il a à la même place qu’Adachi. Contrairement à sa grande sœur, c’est un génie : il est bon en tout. Plus tard, il viendra squatter chez Shinagawa avant de se faire officiellement accepter par le père de Shinagawa, lui offrant un lit superposé.
Taiyo Kôbe (太陽神戸, Kôbe Taiyo)
L’élève le plus intelligent de l’école Mikado du Kansai, aussi surnommée « l’école de légende ». Sa devise, c’est : « étudier au moins 12 heures par jour ». Il apparaît lors de la retraite studieuse pour les élèves qui tentent le concours d’entrée à l’université Tonosama. Il partage alors la même chambre que Shinagawa. Au début, il ne veut rien savoir de lui, affirmant que cette racaille « allait le perturber dans ses études ». Finalement, voyant que Shinagawa et Hâchiôji traînent tout le temps ensemble, il accepte de lui divulguer sa technique pour bien étudier en échange d’un rendez-vous avec Hâchiôji, parce qu’en vérité, il est totalement amoureux d’elle. À la fin du manga, il décide de poursuivre ses études universitaires à Tonosama en compagnie d’Hâchiôji et de Riko Utsunomiya, l’autre surdouée.
Komaki Owari (小牧尾張, Owari Komaki)
Une élève du lycée Monshiro qui apparaît à Shinagawa et lui dit « qu’elle veut devenir une racaille » et que « c’est pour ça que tu vas me laisser entrer dans ta bande ». Par la suite, elle eut tellement peur face à un vrai combat de racailles que Shinagawa lui dit de partir. Finalement, elle était tout simplement dans le club de théâtre et le rôle qu’elle répétait était celui d’une racaille. Elle voulait seulement se mettre dans la peau du personnage. C’est une fille assez sérieuse qui ne lâche pas une idée lorsqu’elle l’a en tête. Elle sera dans l’équipe rouge lors de la fête du sport.
Fairy Tail (フェアリーテイル)
Une guilde de magiciens auxquels Hana et la bande rendent visite dans le « but de se trouver un travail ». Représentée par Lucy Heartfilia, Natsu Dragnir, Grey Fullbuster, Erza Scarlett, Happy (un chat volant de la race des exceeds) et le Maître (de la guilde), tous ces personnages font en réalité partie d’une autre série : Fairy Tail, dont le dessinateur, Hiro Mashima, était le professeur de Miki Yoshikawa.

## Manga

### Liste des volumes et chapitres
| no | Japonais          | Japonais          | Français           | Français          |
| no | Date de sortie    | ISBN              | Date de sortie     | ISBN              |
| --- | ----------------- | ----------------- | ------------------ | ----------------- |
| 1 | 16 février 2007   | 978-4-06-363799-1 | 3 mars 2010        | 978-2-8116-0244-4 |
| Couverture : Daichi Shinagawa, Hana AdachiListe des chapitres : - Levez-vous ! J'aurais jamais cru que t'étais une [...] totale ! - Saluez ! Comment je passe pour un gros nul, là ! - À vos places ! C'est parce que je t'aime, Shinagawa... - 1re heure : Et le questionnaire d'orientation, alors ?! - 2e heure : À moins dix, c'est le redoublement ! - 3e heure : Au fait, Shinagawa, c'est ta faute ! |                   |                   |                    |                   |
| Résumé : Daichi Shinagawa était le pire voyou du lycée... Jusqu’au jour où Hana Adachi, la déléguée de classe, est venue lui parler. Avec ses petites lunettes, Hana Adachi à tout de l’intello stricte et sérieuse, mais en réalité, c’est une débile profonde! |                   |                   |                    |                   |
| 2 | 17 mars 2007      | 978-4-06-363825-7 | 5 mai 2010         | 978-2-8116-0269-7 |
| Couverture : Hana Adachi, Daichi ShinagawaListe des chapitres : - 4e heure : La viande va refroidir ! - 5e heure : Que ceux qui ont une bonne vue se taisent ! - 6e heure : Parce que c'était pareil pour moi - 7e heure : Je veux aller à c'te fête scolaire ! - 8e heure : Faut bien que j'aille le chercher, moi aussi - 9e heure : Au final... ça a grave servi à rien - 10e heure : Ça, c'est ma culotte ! - 11e heure : Chassez-moi, si c'est ce que vous voulez ! - 12e heure : Je veux pas m'inscrire dans votre club ! - 13e heure : Bonne année ! Bonnée anne !                                   |                   |                   |                    |                   |
| Résumé : Hana Adachi est une déléguée de classe qui prend son rôle très au sérieux. C’est aussi une vraie débile, experte en bagarre! Jour après jour, elle entraîne son camarade de classe, Shinagawa, dans des plans de plus en plus galères! Par un après-midi mouvementé, Shinagawa se retrouve poursuivi par des Yakusa. Hana vole à son secours en prenant une décision très grave...?! Le mystérieux passé de Hana enfin dévoilé?! |                   |                   |                    |                   |
| 3 | 15 juin 2007      | 978-4-06-363846-2 | 1er juillet 2010   | 978-2-8116-0305-2 |
| Couverture : Hana AdachiListe des chapitres : - 14e heure : Cette fois, t'avais pas le choix... - 15e heure : Pourquoi c'est toi qui bouffes ?! - 16e heure : Mais tu pètes la forme... - 17e heure : Non, toi, t'es qui ? - 18e heure : C'est le temple de Sensô - 19e heure : Son dressage laisse à désirer ! - 20e heure : Regarde tes pieds, ça ira mieux ! - 21e heure : Combien de points tu as eus ? - 22e heure : Comment tu me trouves ? - 23e heure : C'est une fille adorable ! |                   |                   |                    |                   |
| Résumé : Dites bonjour à Daichi Shinagawa, le caïd du lycée, et à Hana Adachi, déléguée de classe à lunettes et ancienne délinquante juvénile redoutée de toute la racaille du coin! Une comédie lycéenne interprétée par le duo le plus improbable de toute l’histoire du manga! Grâce au pouvoir (?) d’Hana et de Shinagawa, le jeune Seiya Chiba qui vivait reclus chez lui chez lui revient au lycée! Quand un génie rejoint deux débiles, les problèmes ne font qu’empirer! |                   |                   |                    |                   |
| 4 | 17 août 2007      | 978-4-06-363871-4 | 1er septembre 2010 | 978-2-8116-0337-3 |
| Couverture : Daichi ShinagawaListe des chapitres : - 24e heure : Cette fois, c'est une miss racaille... - 25e heure : Une déléguée de classe digne de ce nom ! - 26e heure : Mmfffuummuuuff ! - 27e heure : Je me sens bien soulagée ! - 28e heure : C'est l'espace sidéral ! - 29e heure : Elle ferait grave mieux d'étudier ! - 30e heure : T'assures pas une rame ! - 31e heure : Et ma souffrance, alors ?! - 32e heure : Toi, force rose, tu la boucles ! |                   |                   |                    |                   |
| Résumé : Un beau jour, Hana déclaré qu’elle veut « entrer dans un club scolaire »! Et finalement, une fois qu’elle a réussi à embringuer tout le monde dans l’aventure, c’est un conseil des élèves qu’elle organise. C’est ainsi que naît le conseil des élèves le plus décalé de l’histoire, composé d’Hana, Shinagawa, Chiba, Rinka et Izumi, le nouvel idiot de la bande! |                   |                   |                    |                   |
| 5 | 16 novembre 2007  | 978-4-06-363917-9 | 2 novembre 2010    | 978-2-8116-0374-8 |
| Couverture : Seiya ChibaListe des chapitres : - 33e heure : Ça ressemble pas à un truc fabriqué par la main de l'homme, ce machin... - 34e heure : Duo de comiques à lunettes - 35e heure : Noie-toi dedans ! - 36e heure : On s'occupera de vous plus tard - 37e heure : Il y avait une fête ?! - 38e heure : C'est sûrement une élève chelou du cours du soir - 39e heure : J'suis qu'un marchand, j'peux rien faire ! - 40e heure : Je te les fais à deux cents golds, ça te va ? - 41e heure : Et moi, je peux vendre des bananes maintenant, oh ?! - 42e heure : Ça te dirai de rejoindre notre gang ? |                   |                   |                    |                   |
| Résumé : Le conseil des élèves part en séminaire! Et tous les membres de l’ancien conseil des élèves qu’ils y croisent sont ultra-spéciaux. Et quand des racaille locales se retrouvent embringuées dans la tourmente, le séminaire se transforme en un champ de bataille! |                   |                   |                    |                   |
| 6 | 17 janvier 2008   | 978-4-06-363943-8 | 19 janvier 2011    | 978-2-8116-0405-9 |
| Couverture : Rinka HimejiListe des chapitres : - 43e heure : Bah... sûrement un vieux, non ? - 44e heure : Ce ne serait pas une bêtise de gamin ? - 45e heure : Toi tu m'énerves dans l'autre sens ! - 46e heure : Critique pas l'hypermétropie ! - 47e heure : Ceux qui sont sur les côtés sont pour moi ! - 48e heure : J'veux des petites coupures ! - 49e heure : Allez ! Go, go, Goldorak, go ! - 50e heure : T'es pourtant spécialisé dans le boudin - 51e heure : On dirait une ménagère - Interlude : Je n'ai pas de critérium !                                                                    |                   |                   |                    |                   |
| Résumé : Les préparatifs de la fête culturelle du lycée Monshiro avançaient bien... jusqu’à ce que des agressions à répétition ne viennent empêcher Hana et les autres de faire ce qu’ils ont à faire! Dans l’ombre, un mystérieux duo tire les ficelles de ces agressions! Mais quoi qu’il en soit, rien ne pourra empêcher la fête de nos drôles de racailles d’avoir lieu, avec comme invités surprise toute une bande de délinquants inconnus et le grand retour d’Akita, l’homme qu’il ne faut jamais traiter de fille!                                                                                |                   |                   |                    |                   |
| 7 | 17 mars 2008      | 978-4-06-363976-6 | 16 mars 2011       | 978-2-8116-0432-5 |
| Couverture : Gaku IzumiListe des chapitres : - 52e heure : C'est à force de trop potasser ?! - 53e heure : Je vais t'apprendre les maths, moi ! - 54e heure : Toi, tu me plais ! - 55e heure : C'est parce que c'est un groupe d'élite, c'est ça ? - 56e heure : Demande aux ondes de lui porter un mail, ouaich ?! - 57e heure : Il est vrai que ça attire irrésistiblement l'œil - 58e heure : Ces mecs, c'est pas des mecs ordinaires ! - 59e heure : Il y a tout plein de chevaux ! - 60e heure : Tout est la faute des démons ! - 61e heure : Ça doit être à cause du soleil levant                    |                   |                   |                    |                   |
| Résumé : En route pour un grand événement de la vie de la vie du lycée : le voyage scolaire de fin d’année! GO! Shinagawa, désigné volontaire pour être le chef de groupe, va devoir livrer un combat aussi épuisant que désespéré pour contrôler ses amis! Et c’est là que, par une douce nuit, le destin lui fait à nouveau croiser le chemin de « cette fille », doux rêve de son cœur! La tension est à son maximum! Un voyage drôle et mouvementé vient de commencer! |                   |                   |                    |                   |
| 8 | 17 juin 2008      | 978-4-06-384006-3 | 18 mai 2011        | 978-2-8116-0462-2 |
| Couverture : Akita HikaruListe des chapitres : - 62e heure : Pitié, pas la police ! - 63e heure : Aah... toutes ces insinuations coquines ! - 64e heure : C'est du harcèlement sexuel ! - 65e heure : Bon, on fait une pause ?! - 66e heure : Surtout, tu ne reviens pas, hein ?! - 67e heure : Il faut penser grandiose ! - 68e heure : J'ai l'impression d'être tout léger ! - 69e heure : Salutations distinguées ! - 70e heure : Le tien ne serait pas plus petit que le mien ? - 71e heure : Ça va s'imprégner !                                                                                       |                   |                   |                    |                   |
| Résumé : Par le plus grand des hasards, Shinagawa a retrouvé la jeune fille qui l’obsède depuis qu’ils se sont rencontrés au concours d’entrée du lycée Monshiro. Il est sur son petit nuage sans réaliser qu’en réalité, cette jeune fille n’est autre qu’Hana! Pour conclure ce voyage déjanté, la grande aventure d’un amour un peu niais! |                   |                   |                    |                   |
| 9 | 17 septembre 2008 | 978-4-06-384043-8 | 6 juillet 2011     | 978-2-8116-0502-5 |
| Couverture : Makoto KumagayaListe des chapitres : - 72e heure : Sérieux, il est trop chelou ! - 73e heure : Applique-toi à la tâche, s'il te plaît ! - 74e heure : Pourquoi j'aurais la haine contre lui ? - 75e heure : Je suis dans un gang ! - 76e heure : Elle a des fourmis dans les jambes... ? - 77e heure : Tu n'as pas ressenti un grand vide ?! - 78e heure : Nous sommes à l'ère du renseignement stratégique ! - 79e heure : Ils ont des réactions de ringards ! - 80e heure : Toi aussi, tu gueules ! - 81e heure : Je n'ai jamais pensé à autre chose depuis que je suis né !                 |                   |                   |                    |                   |
| Résumé : Un fauteur de troubles vient d’arriver au lycée Monshiro! Lui emboîtant le pas, une nouvelle miss racaille?! Sans se laisser ralentir par tout cela, le lycée Monshiro avance à vitesse grand V vers la saison de la fête du sport et, déjà, le sang des élèves bout et leur muscles se tendent! Le conseil des élèves n’échappe pas à la règle : le voila séparé en deux groupes qui vont devoir s’affronter! |                   |                   |                    |                   |
| 10 | 17 novembre 2008  | 978-4-06-384067-4 | 21 septembre 2011  | 978-2-8116-0540-7 |
| Couverture : Nat'chi, Mat'chiListe des chapitres : - 82e heure : Il sautille... - 83e heure : Moi, je n'y ai pas eu droit ! - 84e heure : Ça ne te va pas du tout, le t-shirt ! - 85e heure : Ils n'ont rien d'autre à faire ? - 86e heure : Ça fait chaud au cœur ! - 87e heure : C'est le concept du cavalier mis à pied ?! - 88e heure : C'te racaille caille ! - 89e heure : J'ai toujours été comme ça ! - 90e heure : On est à notre place nulle part ! - 91e heure : C'est la première fois que je vois ça de l'extérieur...                                                                         |                   |                   |                    |                   |
| Résumé : La fête du sport, l’évènement le plus important du lycée Monshiro, approche à grands pas! L’équipe rouge de Shinagawa est clairement en position d’infériorité et, pourtant, ses membres, loin de baisser les bras, s’entraînent avec acharnement pour la compétition des supporters! Époustouflante équipe blanche contre déjantée équipe rouge... Qui remportera la victoire?! |                   |                   |                    |                   |
| 11 | 17 février 2009   | 978-4-06-384101-5 | 16 novembre 2011   | 978-2-8116-0572-8 |
| Couverture : Itsuki KagawaListe des chapitres : - 92e heure : J'étais carrément l'idole du bahut ! - 93e heure : Parce que c'est un truc à dire avec une tête pareille ?! - 94e heure : Tu te prends pour Tara-chan ?! - 95e heure : Il y a de la fumée qui sort de Shinagawa - 96e heure : La colère est mère de tous les maux - 97e heure : Comment ça, on fait quoi ? - 98e heure : On se promène ? - 99e heure : Fallait m'inviter, moi ! - 100e heure : Yooou, get you ! - Visite d'observation : Fairy Racailles                                                                                      |                   |                   |                    |                   |
| Les membres du conseil des élèves sont en route pour la réunion inter-lycées des conseils qui doit avoir à la riche école Aosuji! Mais une fois arrivé, Shinagawa découvre avec horreur un monde où règnent la discipline et les bonnes manières... Jusqu’à ce que devant lui apparaisse la mystérieuse jeune fille de ses souvenirs! |                   |                   |                    |                   |
| 12 | 17 avril 2009     | 978-4-06-384123-7 | 18 janvier 2012    | 978-2-8116-0612-1 |
| Couverture : Akira KitamiListe des chapitres : - 101e heure : La ferme, rabat-joie ! - 102e heure : Mais c'est moi, le plus fort ! - 103e heure : C'est Adachi qui est anormale - 104e heure : C'est un pourri crado ! - 105e heure : Boudine - 106e heure : On voit carrément la cour du lycée ! - 107e heure : Faites rugir l'économiseur d'eau qui est en vous ! - 108e heure : Nan mais ! Tes doigts n'ont pas craqué une seule fois, là ! - 109e heure : J'y suis bien arrivée, moi ! - Après les cours : Il doit trop aller au Macdo                                                                  |                   |                   |                    |                   |
| Résumé : Kagawa, Kitami et Anna ont relevé le défi ultime : se présenter aux élections du conseil des élèves. Mais quelqu’un semble bien décidé à ruiner la campagne électorale de ce drôle de trio. Le coupable n’est autre que Suzuka, l’éloquent beau gosse qui s’est présenté contre Kagawa! Hana et ses copains entrent en action pour battre ce rival peu scrupuleux de mener à bien son plan diabolique! |                   |                   |                    |                   |
| 13 | 17 juillet 2009   | 978-4-06-384160-2 | 18 avril 2012      | 978-2-8116-0637-4 |
| Couverture : Anna IchinomiyaListe des chapitres : - 110e heure : C'est une promesse - 111e heure : Merci à vous ! - 112e heure : Tu joues aux jeux vidéo, toi aussi ? - 113e heure : Tu as une amoureuse ? - 114e heure : Ni l'un ni l'autre - 115e heure : Je vais communier avec le vent - 116e heure : C'eeest laaaaa malédictioooooon ! - 117e heure : La vague va nous engloutiiiiir ! - 118e heure : J'ai super mal aux lombaires - 119e heure : C'est pas si mal ! |                   |                   |                    |                   |
| 14 | 16 octobre 2009   | 978-4-06-384186-2 | 18 juillet 2012    | 978-2-8116-0728-9 |
| Couverture : Hana Adachi, Daichi ShinagawaListe des chapitres : - 120e heure : C'est du massacre instantané ! - 121e heure : Ohé ! Oh hisse ! - 122e heure : Attendez-vous à ce que je fasse des étincelles ! - 123e heure : Comment tu les regardes, toi ?! - 124e heure : C'est quoi, donner zou ? - 125e heure : Je vais t'appeler Daichi ! - 126e heure : C'est pas hyper punk, ça ! - 127e heure : Pas besoin de remplaçant - Interlude : Miss Racaille et Mister Lunettes |                   |                   |                    |                   |
| Résumé : Le combat entre ancien et nouveau conseil des élèves! Après le combat et les feux d’artifice : vacances d’été à la montagne! Les drôles de racailles fêtent leur dernier été au lycée en s’amusant à mort! De la romance dans l’air?!... |                   |                   |                    |                   |
| 15 | 15 janvier 2010   | 978-4-06-384236-4 | 17 octobre 2012    | 978-2-8116-0922-1 |
| Couverture : Sakura MiyagiListe des chapitres : - 128e heure : Ils se sont limite fait pipi dessus - 129e heure : La symphonie vous dégouline de la bouche... - 130e heure : Elle porte un cercueil sur son dos ?! - 131e heure : La tambouille monstrueuse - 132e heure : Régalez-vous à mort ! - 133e heure : La fille que tu aimes, c'est... - 134e heure : À quel point t'as la tête dure, toi ?! - 135e heure : C'est la révolutioooon ! - 136e heure : Le plus tôt sera le mieux, non ? - 137e heure : Ne me dites pas qu'il est resté à la maison soigner un petit rhume ?                           |                   |                   |                    |                   |
| 16 | 17 mars 2010      | 978-4-06-384268-5 | 16 janvier 2013    | 978-2-8116-1077-7 |
| Couverture : Seiun NerimaListe des chapitres : - 138e heure : Que dalle ! - 139e heure : Elle n'existe plus ! - 140e heure : T'es trop choupi ! - 141e heure : Co... Co... Commencez pas à vous faire des films, ok ?! - 142e heure : On s'est pris un vent X 6, là - 143e heure : Shina House - 144e heure : Faut dire qu'elle est bizarre, non ? - 145e heure : Ça existe pour de vrai ! - 146e heure : Je vais commencer par défaire vos boutons... - 147e heure : On rentre ensemble ? |                   |                   |                    |                   |
| 17 | 17 mai 2010       | 978-4-06-384298-2 | 17 avril 2013      | 978-2-8116-1046-3 |
| Couverture : Subaru MitoListe des chapitres : - 148e heure : Jamais de la vie ! - 149e heure : Love Invasion ♥ Armageddon - 150e heure : Tu t'ennuies à ce point-là ?! - 151e heure : C'est pas une table, c'est là qu'on pose l'encens, Toto ! - 152e heure : Ce type est vraiment nul... - 153e heure : Groovy ! - 154e heure : Les toilettes sont à tout le monde ! - 155e heure : La réalité est un monde impitoyable - 156e heure : Je suis bien obligée de le croire ♥ ! - 157e heure : Tarô Tourbillon                                                                                               |                   |                   |                    |                   |
| 18 | 17 juin 2010      | 978-4-06-384313-2 | 17 juillet 2013    | 978-2-8116-1180-4 |
| Couverture : Kairi ShinagawaListe des chapitres : - 158e heure : Les universités sélectes ne sont plus un rêve ! - 159e heure : Ça me fait penser à une certaine fratrie, ça... ! - 160e heure : Un harceleur ? - 161e heure : Le ciel va pas me punir ! - 162e heure : C'est Daichi Shinagawa de la classe 3-A ! - 163e heure : C'est une fille super bizarre. - 164e heure : C'est une question de vie ou de mort ! - 165e heure : Hyper science - 166e heure : Arrête avec ce surnom ! |                   |                   |                    |                   |
| 19 | 17 septembre 2010 | 978-4-06-384363-7 | 2 octobre 2013     | 978-2-8116-1266-5 |
| Couverture : Shizuku HachiôjiListe des chapitres : - 167e heure : C'était sincère... ? - 168e heure : Voici ma conclusion ! - 169e heure : Mais qu'est-ce qu'elle fiche, cette idiote ? - 170e heure : T'es tout le temps avec elle, non ? - 171e heure : C'est pathétique ! - 172e heure : Ne me dis pas que tu habites dans ces buissons ? - 173e heure : C'est nous, les plus forts de l'académie ! - 174e heure : Je veux devenir une fille comme les autres ! - 175e heure : Les portes ouvertes sont fermées pour aujourd'hui - 176e heure : Ce n'est pas mauvais, comme probabilité !                |                   |                   |                    |                   |
| 20 | 17 novembre 2010  | 978-4-06-384397-2 | 15 janvier 2014    | 978-2-8116-1331-0 |
| Couverture : Yô AdachiListe des chapitres : - 177e heure : Paf paf paf paf ! - 178e heure : Mmmh... Aaaah... Aaaah... - 179e heure : Hôtel Ojiya - 180e heure : Pas sible-pos ! Pas sible-pos ! - 181e heure : C'est de la foliiiie ! - 182e heure : Une vie morose à Tonosama ! - 183e heure : Des occasions, il y en aura plein, toto ! - 184e heure : Quitte à aller à l'université... - Cours spécial : Tout le monde bat en retraite ! |                   |                   |                    |                   |
| 21 | 17 janvier 2011   | 978-4-06-384427-6 | 16 avril 2014      | 978-2-8116-1420-1 |
| Couverture : Narita Miranda, Sano Kenta et Tsuchiura RioListe des chapitres : - 185e heure : Comment tu le prends de haut ! - 186e heure : À qui ai-je l'honneur ? - 187e heure : C'est ça, le style des nouveaux Bimboys ? - 188e heure : Roooh punaise, les gros loloooos ! - 189e heure : Qui a bien pu inventer une blague pareille... ?! - 190e heure : C'est juste un moment de faiblesse ! - 191e heure : Je donne de "l'espoir" aux clients ! - 192e heure : Un'nun & Kan'nun - 193e heure : N'essayez pas de me retrouver !                                                                        |                   |                   |                    |                   |
| Akita est de retour avec un gros souci : Kairi est tout à coup devenue très froide avec lui! Shinagawa ronchonne mais commence malgré tout à suivre sa sœur avec Akita. La filature les mène jusqu’aux portes de l’université Tonosama! Là, Kairi se promène avec un homme inconnu! |                   |                   |                    |                   |
| 22 | 15 avril 2011     | 978-4-06-384475-7 | 16 juillet 2014    | 978-2-8116-1522-2 |
| Couverture : Daichi ShinagawaListe des chapitres : - 194e heure : On est loin du concept de l'ema - 195e heure : Il faut absolument qu'on aille à Tonosama tous ensemble ! - 196e heure : On sera toujours ensemble - 197e heure : Courage pour les concours ! ♥ - 198e heure : Voilà pourquoi je déteste les hommes ! - 199e heure : Justement ! - 200e heure : Quand tu veux, tu peux ! - 201e heure : Gorille ! - 202e heure : C'était mon intention depuis le début |                   |                   |                    |                   |
| Résumé : La nouvelle année de Shinagawa commence par un rêve très étrange! Alors que dès le début de l’année, les Drôles de racailles livrent un combat désespéré au Centre national des admissions à l’université... De son côté, Hana se retrouve dans une situation très difficile... |                   |                   |                    |                   |
| 23 | 17 juin 2011      | 978-4-06-384505-1 | 15 octobre 2014    | 978-2-8116-1618-2 |
| Couverture : Hana Adachi, Daichi Shinagawa, Seiyu Chiba, Rinka Himeji, Seiun Nerima, Gaku Izumi, Chûta Shinagawa, Hachiôji Shizuku, Nat'chi, Mayu-Chan KitamiListe des chapitres : - 203e heure : 10087 - 204e heure : Je sens que tu vas bien t'amuser à l'université - 205e heure : Je relève le défi... - 206e heure : Constructions Wakayama - 207e heure : Katching - 208e heure : Bon, on y va ?! - 209e heure : À cause d'elle - Permanence 1 : Et Adachi ?! - Permanence 2 : Encore ensemble |                   |                   |                    |                   |

## Drama
Une adaptation en drama a été annoncée dans le magazine Weekly Shōnen Magazine sorti le 24 février 2010,. Il a été diffusé entre le 23 avril et le 25 juin 2010 sur la chaîne TBS,.
Le rôle de Daichi Shinagawa est interprété par Narimiya Hiroki, tandis que c'est Naka Risa qui joue Hana Adachi.

### Kodansha Book Club
1. 1 2  (ja) « Tome 1 ».
2. 1 2  (ja) « Tome 2 ».
3. 1 2  (ja) « Tome 3 ».
4. 1 2  (ja) « Tome 4 ».
5. 1 2  (ja) « Tome 5 ».
6. 1 2  (ja) « Tome 6 ».
7. 1 2  (ja) « Tome 7 ».
8. 1 2  (ja) « Tome 8 ».
9. 1 2  (ja) « Tome 9 ».
10. 1 2  (ja) « Tome 10 ».
11. 1 2  (ja) « Tome 11 ».
12. 1 2  (ja) « Tome 12 ».
13. 1 2  (ja) « Tome 13 ».
14. 1 2  (ja) « Tome 14 ».
15. 1 2  (ja) « Tome 15 ».
16. 1 2  (ja) « Tome 16 ».
17. 1 2  (ja) « Tome 17 ».
18. 1 2  (ja) « Tome 18 ».
19. 1 2  (ja) « Tome 19 ».
20. 1 2  (ja) « Tome 20 ».
21. 1 2  (ja) « Tome 21 ».
22. 1 2  (ja) « Tome 22 ».
23. 1 2  (ja) « Tome 23 ».

### Pika Édition
1. 1 2  (fr) « Tome 1 ».
2. 1 2  (fr) « Tome 2 ».
3. 1 2  (fr) « Tome 3 ».
4. 1 2  (fr) « Tome 4 ».
5. 1 2  (fr) « Tome 5 ».
6. 1 2  (fr) « Tome 6 ».
7. 1 2  (fr) « Tome 7 ».
8. 1 2  (fr) « Tome 8 ».
9. 1 2  (fr) « Tome 9 ».
10. 1 2  (fr) « Tome 10 ».
11. 1 2  (fr) « Tome 11 ».
12. 1 2  (fr) « Tome 12 ».
13. 1 2  (fr) « Tome 13 ».
14. 1 2  (fr) « Tome 14 ».
15. 1 2  (fr) « Tome 15 ».
16. 1 2  (fr) « Tome 16 ».
17. 1 2  (fr) « Tome 17 ».
18. 1 2  (fr) « Tome 18 ».
19. 1 2  (fr) « Tome 19 ».
20. 1 2  (fr) « Tome 20 ».
21. 1 2  (fr) « Tome 21 ».
22. 1 2  (fr) « Tome 22 ».
23. 1 2  (fr) « Tome 23 ».